# Населення Шпіцбергену
Населення Шпіцбергену. Чисельність населення архіпелагу 2014 року становила 1,9 тис. осіб (232-ге місце у світі). Чисельність населення архіпелагу відносно стабільна із незначним трендом до збільшення, природний приріст — -0,03 % (201-ше місце у світі) . 

## Природний рух

### Відтворення
Природний приріст населення в країні 2014 року був негативним і становив -0,03 % (депопуляція) (201-ше місце у світі). Дані про очікувану середню тривалість життя 2015 року відсутні.

### Міграції
На архіпелазі діє повністю безвізовий режим, тобто мають право проживати і працювати представники всіх націй, які підписали Шпіцбергенський трактат 1920 року. З практичної точки зору, незважаючи на відсутність імміграційного і митного контролю, суворий клімат і висока вартість життя ефективно обмежують трудову міграцію працівниками сфери обслуговування та туристичної галузі. Після розпаду СРСР кілька колишніх співробітників Арктиквугілля переїхало на постійне проживання в Лонг'їр, у той час як чисельність населення російських шахтарських селищ продовжувала скорочуватися пропорційно падінню видобутку вугілля.

## Розселення
Густота населення країни 2015 року становила 0,04 особи/км² (241-ше місце у світі). Нечисленне населення архіпелагу розміщується в південній частині Ісфйорду.
- Лонг'їр — найбільше поселення (близько 2 тис. жителів, більшість з яких норвежці), слугує адміністративним центром архіпелагу.
- Свеагрува (90 осіб, з робочими з Лонгйіра більше 300) — норвезьке шахтарське селище, порт.
- Ню-Олесунн (близько 30 осіб, влітку більше 100) — норвезький міжнародний дослідницький центр, порт.
- Баренцбург (470 осіб), Грумант і Піраміда (законсервовані) — російські шахтарські селища.
- Колесбухта — законсервований радянський порт, що сполучався залізницею (зруйнована, тунель засипано) з Грумантом.
- Хорнсунн (10 осіб) — польська дослідницька станція.

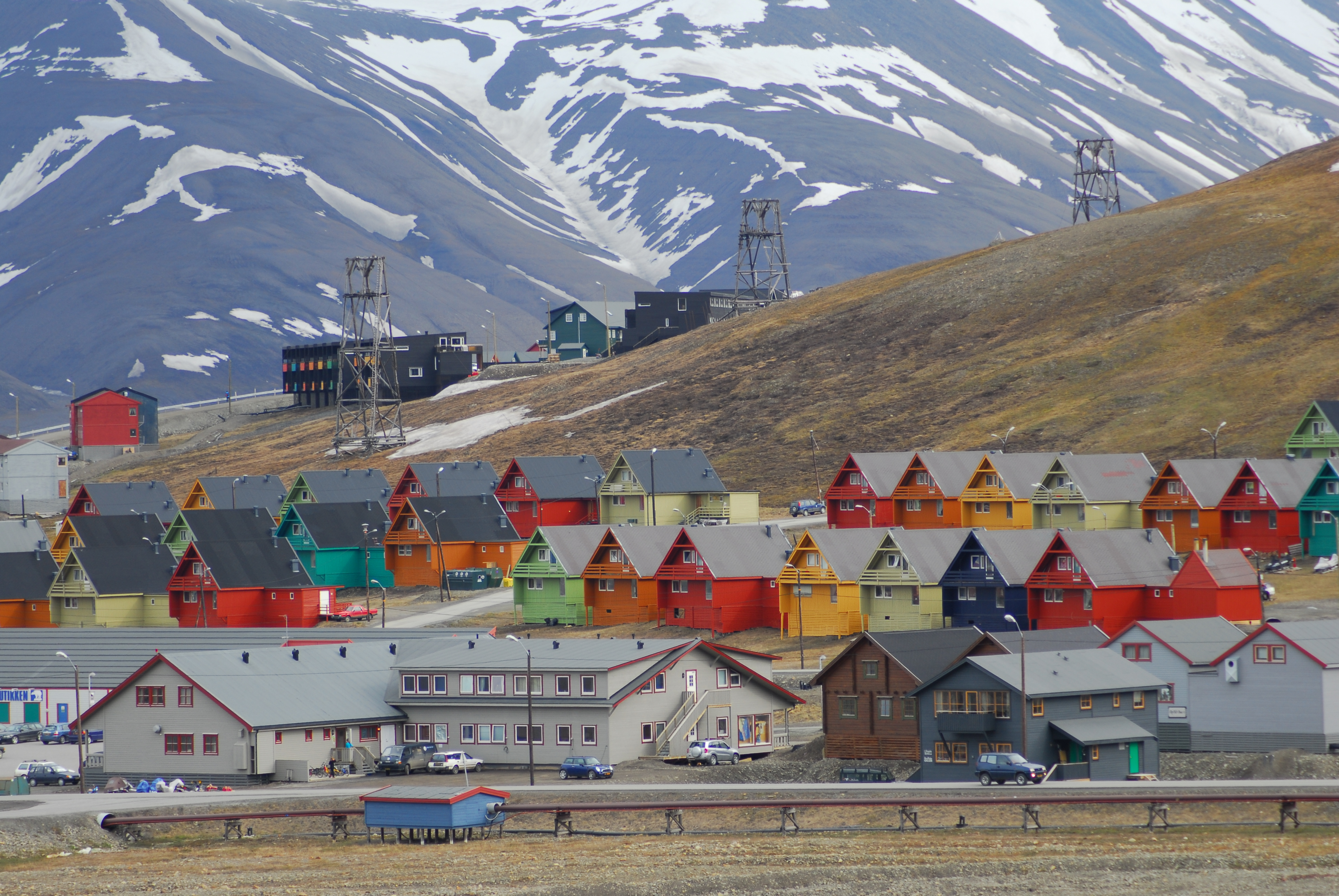
Лонг'їр
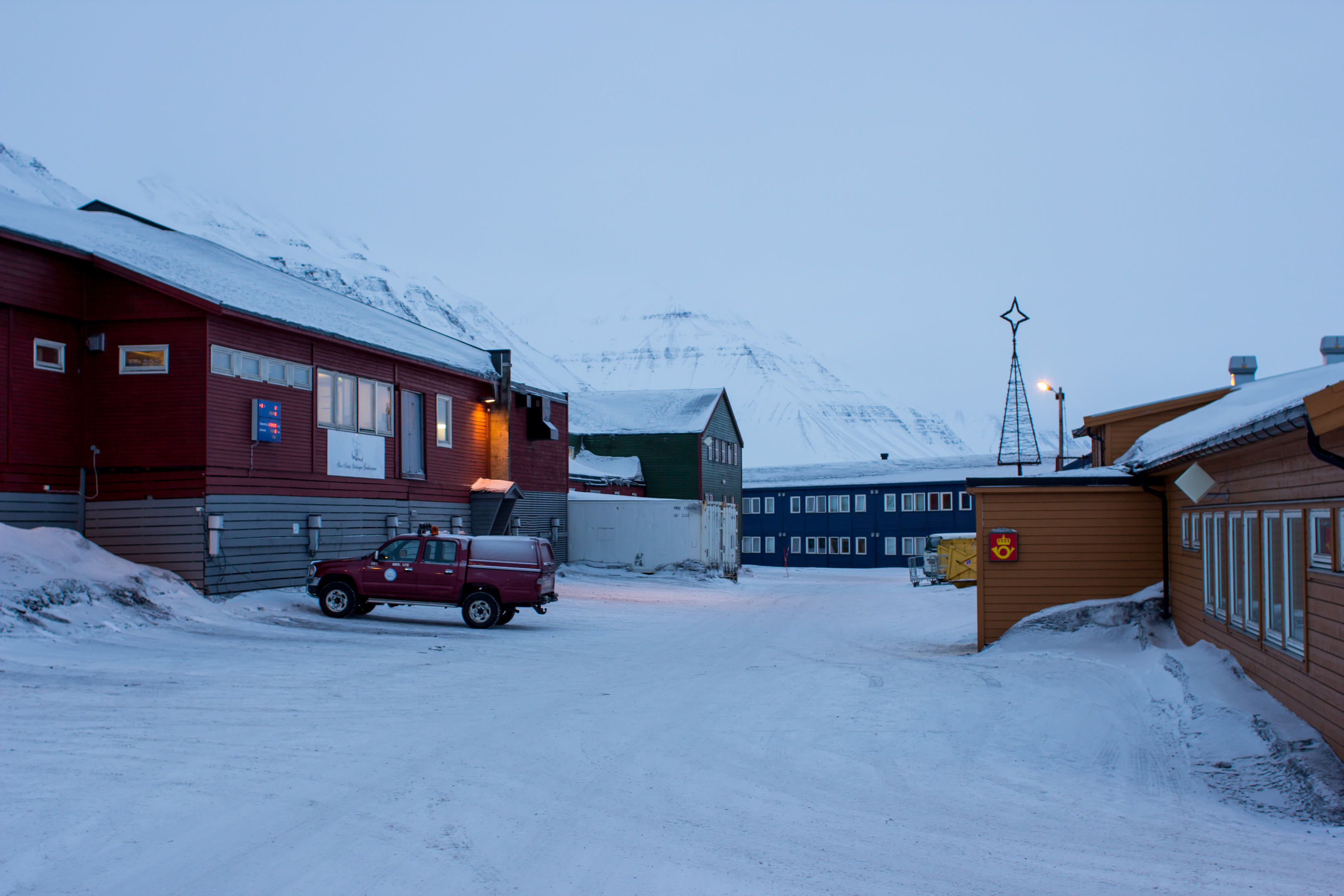
Свеагрува
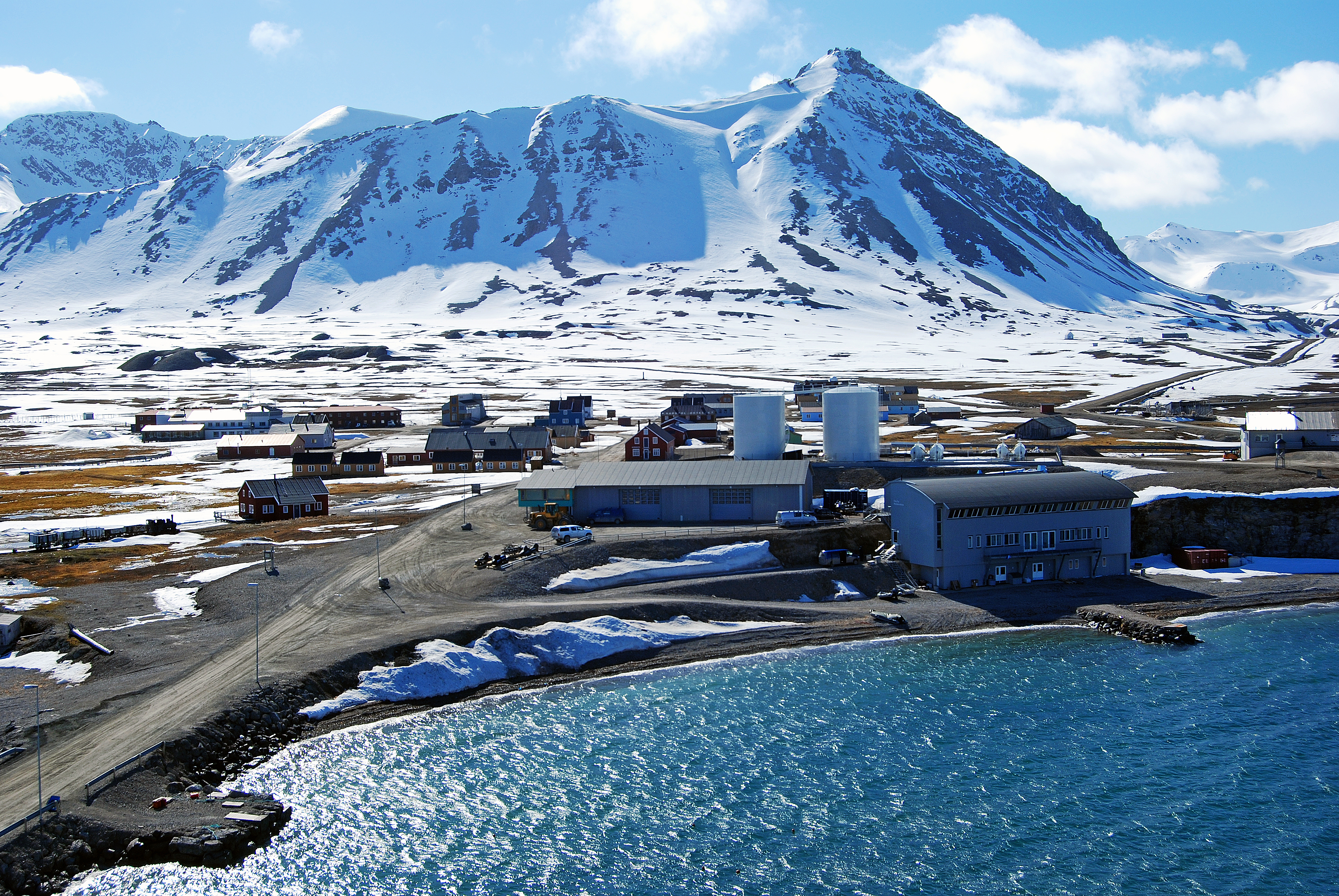
Ню-Олесунн
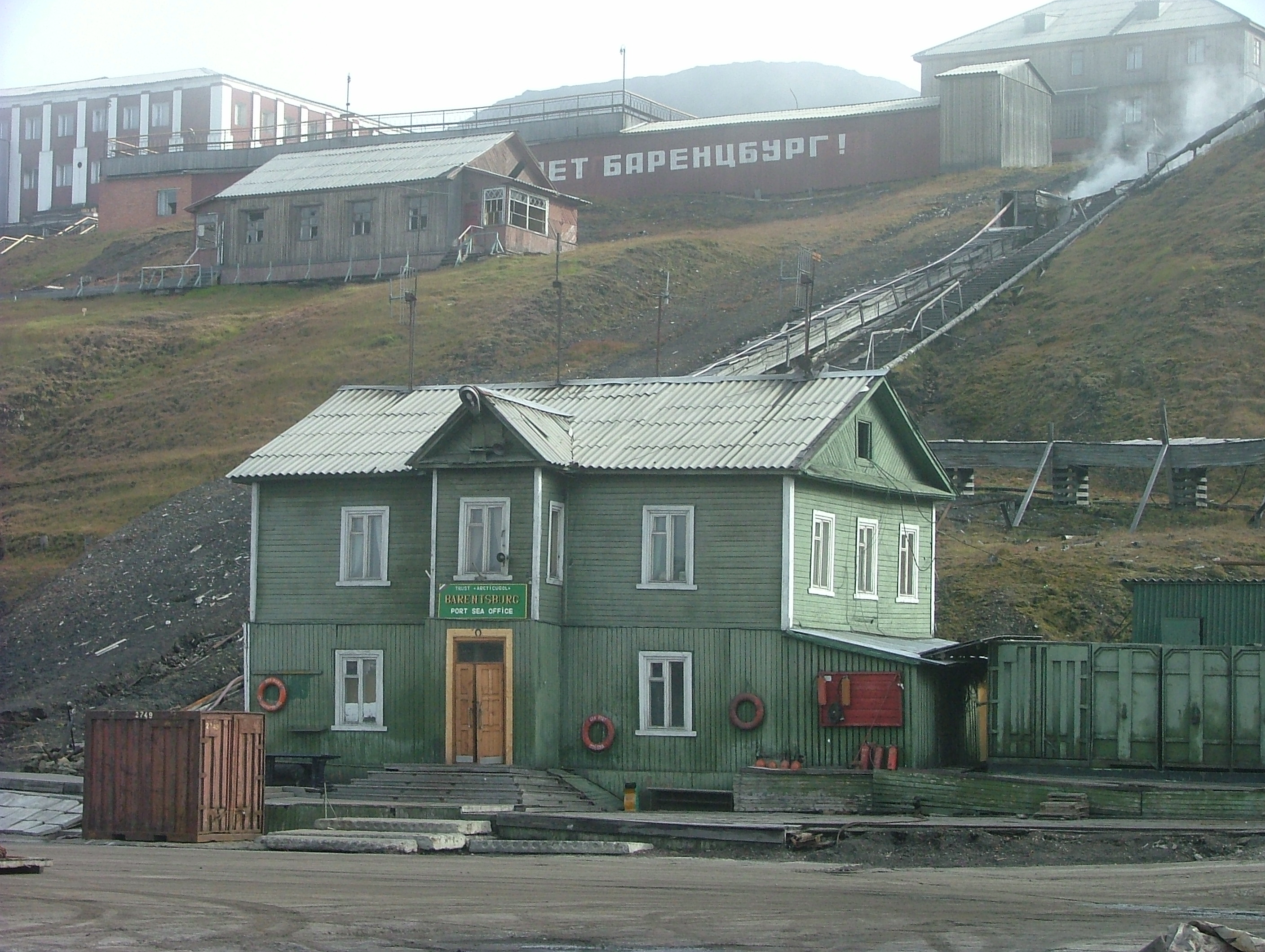
Баренцбург

## Расово-етнічний склад
| Етнічний склад (1998 рік) | Етнічний склад (1998 рік) | Етнічний склад (1998 рік) | Етнічний склад (1998 рік) | Етнічний склад (1998 рік) |
| ------------------------- | ------------------------- | ------------------------- | ------------------------- | ------------------------- |
| Етнос:                    |                           |                           | Відсоток:                 |                           |
| норвежці                  | норвежці                  |                           | 55.4%                     | 55.4%                     |
| росіяни, українці         | росіяни, українці         |                           | 44.3%                     | 44.3%                     |
| інші                      | інші                      |                           | 0.3%                      | 0.3%                      |

Головні етноси країни: норвежці — 55,4 %, росіяни й українці — 44,3 %, інші — 0,3 % населення (оціночні дані за 1998 рік).
| Рік  | Загалом | Норвежці | Росіяни, українці | Поляки |  | Рік  | Загалом | Норвежці | Росіяни, українці | Поляки |
| ---- | ------- | -------- | ----------------- | ------ |  | ---- | ------- | -------- | ----------------- | ------ |
| 1990 | 3 544   | 1 125    | 2 407             | 12     |  | 2000 | 2 376   | 1 475    | 893               | 8      |
| 1991 | 3 405   | 1 135    | 2 260             | 10     |  | 2001 | 2 616   | 1 704    | 903               | 9      |
| 1992 | 3 309   | 1 148    | 2 151             | 10     |  | 2002 | 2 529   | 1 570    | 950               | 9      |
| 1993 | 3 017   | 1 050    | 1 958             | 9      |  | 2003 | 2 489   | 1 562    | 918               | 9      |
| 1994 | 2 977   | 1 097    | 1 870             | 10     |  | 2004 | 2 375   | 1 581    | 786               | 8      |
| 1995 | 2 906   | 1 218    | 1 679             | 9      |  | 2005 | 2 400   | 1 645    | 747               | 8      |
| 1996 | 2 844   | 1 230    | 1 604             | 10     |  | 2006 | 2 266   | 1 645    | 535               | 10     |
| 1997 | 2 827   | 1 335    | 1 482             | 10     |  | 2007 | 2 338   | 1 781    | 550               | 7      |
| 1998 | 2 596   | 1 438    | 1 149             | 9      |  | 2008 | 2 449   | 1 821    | 620               | 8      |
| 1999 | 2 423   | 1 476    | 939               | 8      |  | 2009 | 2 565   | 2 085    | 470               | 10     |

Дані приведено на основі перепису населення норвезьких селищ Лонг'їр і Ню-Олесунн, російського селища Баренцбург, а також персоналу польської дослідницької станції Хорнсунн. Враховано 293 норвежців, які не проживають постійно на архіпелазі.

## Мови
| Мови Шпіцбергену (2015 рік) | Мови Шпіцбергену (2015 рік) | Мови Шпіцбергену (2015 рік) | Мови Шпіцбергену (2015 рік) | Мови Шпіцбергену (2015 рік) |
| --------------------------- | --------------------------- | --------------------------- | --------------------------- | --------------------------- |
| Мова:                       |                             |                             | Відсоток:                   |                             |
| норвезька                   | норвезька                   |                             | %                           | %                           |
| російська                   | російська                   |                             | %                           | %                           |

Офіційні мови: норвезька, російська. Норвезька мова використовується як основна мова архіпелагу, нею розмовляє більшість населення селищ Лонгїр, Ню-Олесунн і Свеагрув. Норвезькою виходить щотижнева газета «Свальбардпостен» (норв. Svalbardposten). Російською мовою розмовляють жителі російського селища Баренцбург, а також деякі жителі селищ Лонгїр, Ню-Олесунн і Свеагрува. До 1961 року російською розмовляли також жителі селища Грумант, і до 2000 року — жителі селища Піраміда. Українською мовою володіє частина жителів селищ Баренцбург і Лонгїр, етнічних українців, здебільшого шахтарів з Донбасу.
На архіпелазі також використовуються інші мови в побуті наукових закладів і полярних станцій. Польською мовою розмовляють вчені на польській дослідницької станції Хорнсунн. Китайською вчені китайської дослідницької станції Хуанхе. Голландською мовою у минулому розмовляли жителі селища Смеренбург (1660-ті) і Ітре Норскойя (XIX століття), а також в деяких інших селищах китобоїв. У XXI столітті нею розмовляють деякі жителі селища Ню-Олесунн. Данською мовою розмовляли жителі селища Смеренбург у періоди 1619—1623 і 1625—1631 років, а також селища Коббефьорд у період 1631—1658 років. Англійська мова типова для міжетнічного спілкування на науково-дослідних станціях, нею розмовляли жителі селищ китобоїв, заснованих у період з 1611 по 1670 роки. Французькою розмовляли жителі селища китобоїв Гамбургбухт, що діяло в період з 1633 по 1638 роки; тепер нею розмовляють деякі жителі селища Ню-Олесунн. Шведською мовою розмовляли жителі селища Піраміда в 1910-х роках, поки воно не перейшло до СРСР. Деякі жителі селища Ню-Олесунн розмовляють також німецькою, італійською, японською та корейською мовами.

### Русенорськ
Русенорськ — піджин на основі російської та норвезької мов, що виник і використовувався впродовж XVII—XIX століть як спосіб спілкування поморських і норвезьких торговців. Потреба в мові зникла разом із закінченням вільного пересування між обома країнами після жовтневої революції 1917 року. Остання торгова угода була укладена 1923 року.

## Релігії
Більшість населення архіпелагу відносить себе до протестантської Норвезької церкви (норв. Den norske kirke). Католики на архіпелазі відносять себе до римсько-католицької єпархії Осло (лат. Osloënsis).

## Освіта

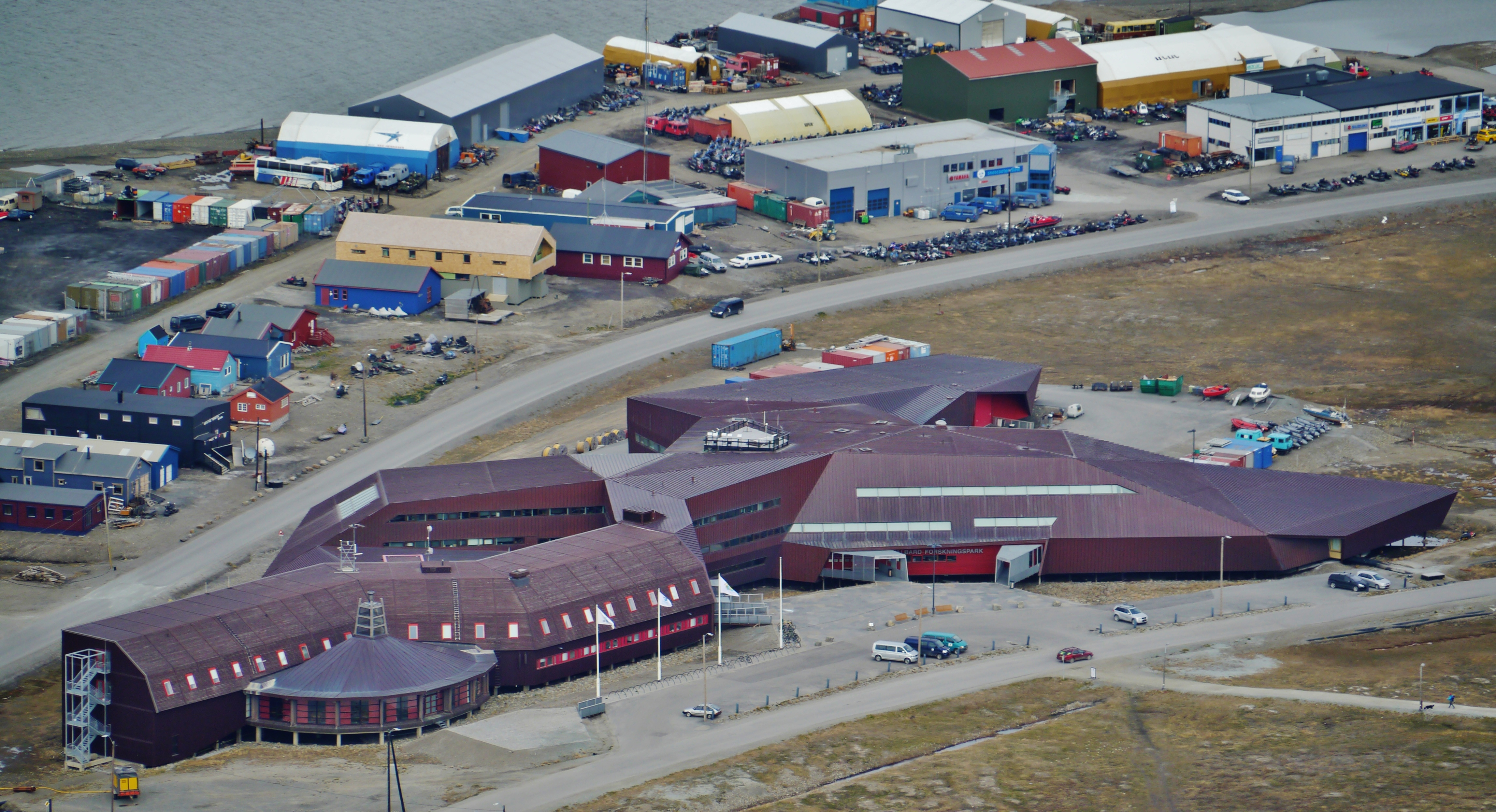
Свальбардський університетський центр

На архіпелазі діє власний державний вищий навчальний заклад Університетський центр на Свальбарді (норв. Universitetssenteret på Svalbard; UNIS) для підготовки фахівців у галузі арктичних досліджень. Цей центр є підрозділом Університету Арктики.

## Охорона здоров'я
Дані про смертність немовлят до 1 року, станом на 2015 рік, відсутні.

## Соціально-економічне положення
Дані про безробіття і розподіл доходів домогосподарств на архіпелазі відсутні.

### Трудові ресурси
Загальні трудові ресурси 2013 року становили 1,59 тис. осіб (229-те місце у світі).

## Гендерний стан
Дані про статеве співвідношення населення архіпелагу відсутні.

## Демографічні дослідження
Демографічні дослідження в країні ведуться рядом державних і наукових установ Норвегії:

### Українською
- Атлас. 10-11 клас. Економічна і соціальна географія світу / упорядники :  О. Я. Скуратович, Н. І. Чанцева. — К. : ДНВП «Картографія», 2010. — ISBN 978-966-475-639-3.
- Атлас світу / голов. ред. І. С. Руденко ; зав. ред. В. В. Радченко ; відп. ред. О. В. Вакуленко. — К. : ДНВП «Картографія», 2005. — 336 с. — ISBN 9666315467.
- Безуглий В. В. Економічна і соціальна географія зарубіжних країн : Навчальний посібник. — К. : ВЦ «Академія», 2007. — 704 с. — ISBN 978-966-580-239-6.
- Безуглий В. В., Козинець С. В. Регіональна економічна і соціальна географія світу : Навчальний посібник. — видання 2-ге, доп., перероб. — К. : ВЦ «Академія», 2007. — 688 с. — ISBN 966-580-144-9.
- Гудзеляк І. І. Географія населення: Навчальний посібник / І. Гудзеляк. — Л. : Видавничий центр ЛНУ імені Івана Франка, 2008. — 232 с. — ISBN 978-966-613-599-8.
- Дахно І. І. Країни світу: Енциклопедичний довідник / І. І. Дахно, С. М. Тимофієв. — К. : Мапа, 2011. — 606 с. — (Бібліотека нового українця) — ISBN 978-966-8804-23-6.
- Дахно І. І. Економічна географія зарубіжних країн : навчальний посібник. — К. : Центр учбової літератури, 2014. — 319 с. — ISBN 978-611-01-0682-5.
- Джаман В. О. Регіональні системи розселення: демографічні аспекти. — Чернівці : Рута, 2003. — 392 с. — ISBN 9665685988.
- Дорошенко Л. С. Демографія: Навчальний посібник. — К. : МАУП, 2005. — 112 с. — ISBN 966-608-442-2.
- Дубович І. А. Країнознавчий словник-довідник. — 5-те вид., перероб. і доп. — К. : Знання, 2008. — 839 с. — ISBN 978-966-346-330-8.
- Економічна і соціальна географія країн світу. Навчальний посібник / За ред. Кузика С. П. — Л. : Світ, 2002. — 672 с. — ISBN 966-603-178-7.
- Загальна медична географія світу / В. О. Шевченко [та ін.] — К. : [б.в.], 1998. — 178 с.
- Крисаченко В. С. Динаміка населення: Популяційні, етнічні та глобальні виміри. — К. : Видавництво Національного інституту стратегічних досліджень, 2005. — 368 с. — ISBN 966-554-083-1.
- Любіцева О. О., Мезенцев К. В., Павлов С. В. Географія релігій. — К. : АртЕК, 1999. — 504 с. — ISBN 966-505-006-0.
- Масляк П. О. Країнознавство. — К. : Знання, 2007. — 292 с. — (Вища освіта XXI століття)
- Масляк П. О., Дахно І. І. Економічна і соціальна географія світу / П. О. Масляк, І. І. Дахно ; за ред. П. О. Масляка. — К. : Вежа, 2003. — 280 с. — ISBN 966-7091-53-8.

### Російською
- (рос.) Норвегия // Демографический энциклопедический словарь / главн. ред. Валентей Д. И. — М. : Советская энциклопедия, 1985. — 608 с.
- (рос.) Норвегия // Страны и народы. Зарубежная Европа. Общий обзор. Северная Европа / Редкол. : В. П. Максаковский, С. А. Токарев (отв. ред.) и др. — М. : «Мысль», 1981. — 269 с. — (Страны и народы) — 180 тис. прим.
- (рос.) Атлас народов мира / Отв. ред. С. И. Брук и В. С. Апенченко. — М. : ГУГК ГГК СССР и Институт этнографии им. Н. Н. Миклухо-Маклая АН СССР, 1964. — 185 с. — 20 тис. прим.
- (рос.) Численность и расселение народов мира. Этнографические очерки / под ред. С. И. Брука. — М. : Издательство АН СССР, 1962. — 487 с.
- (рос.) Лаппо Г. М. География городов: Учебное пособие для географических факультетов вузов. — М. : Туманит, изд. центр ВЛАДОС, 1997. — 476 с. — ISBN 5-691-00047-0.
- (рос.) Урланис Б. Ц. Рост населения в Европе (опыт исчисления). — М. : ОГИЗ-Госполитиздат, 1941. — 436 с.
- (рос.) Ягельский А. География населения. — М. : Прогресс, 1980. — 383 с.